# Alternanthera sennii
Alternanthera sennii är en amarantväxtart som beskrevs av Giovanni Ettore Mattei. Alternanthera sennii ingår i släktet alternanter, och familjen amarantväxter. Inga underarter finns listade i Catalogue of Life.